# فازهای فرانک-کسپر

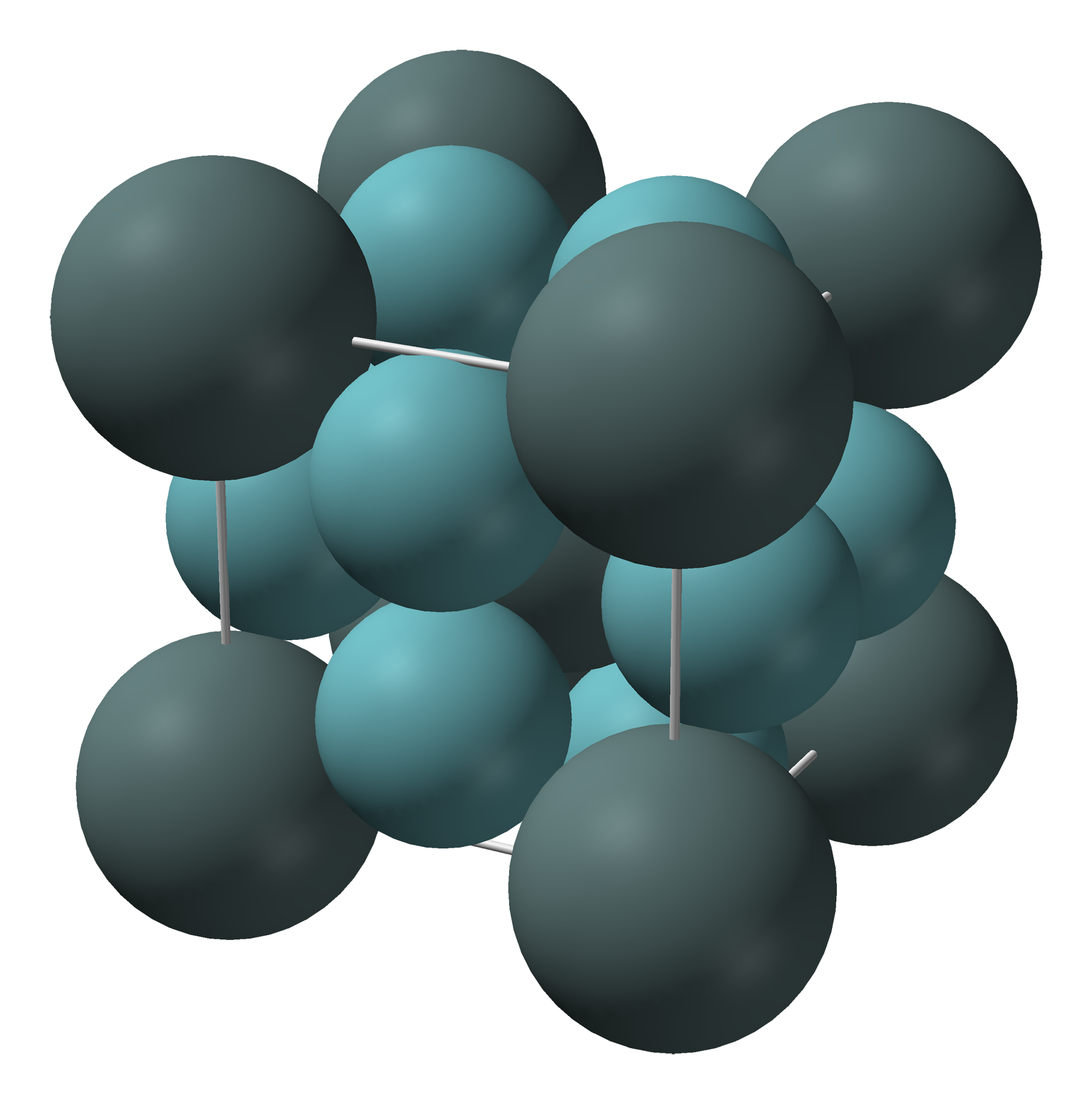
سلول واحد فاز A15 Nb3Sn

فازهای پیکربندی نزدیک‌ به‌‌هم (TCP)، که به عنوان فازهای فرانک-کاستر (FK) نیز شناخته می‌شوند، یکی از بزرگ‌ترین گروه‌های ترکیبات بین‌فلزی هستند که به خاطر ساختار بلوری پیچیده و خواص فیزیکی خود مشهورند. به علت ترکیب ساختار تناوبی و غیر‌تناوبی، برخی از فازهای TCP به کلاس شبه‌کریستال‌ها تعلق دارند. کاربرد فازهای TCP به عنوان مواد ساختاری و ابررسانا در دماهای بالا مورد توجه قرار گرفته است؛ با این حال، آن‌ها هنوز به اندازه کافی برای جزئیات خواص فیزیکی خود بررسی نشده‌اند. همچنین، ساختار پیچیده و اغلب غیراستوکیومتری آن‌ها، آن‌ها را به موضوعات خوبی برای محاسبات نظری تبدیل می‌کند.                                                                                                                                                    

## تاریخچه

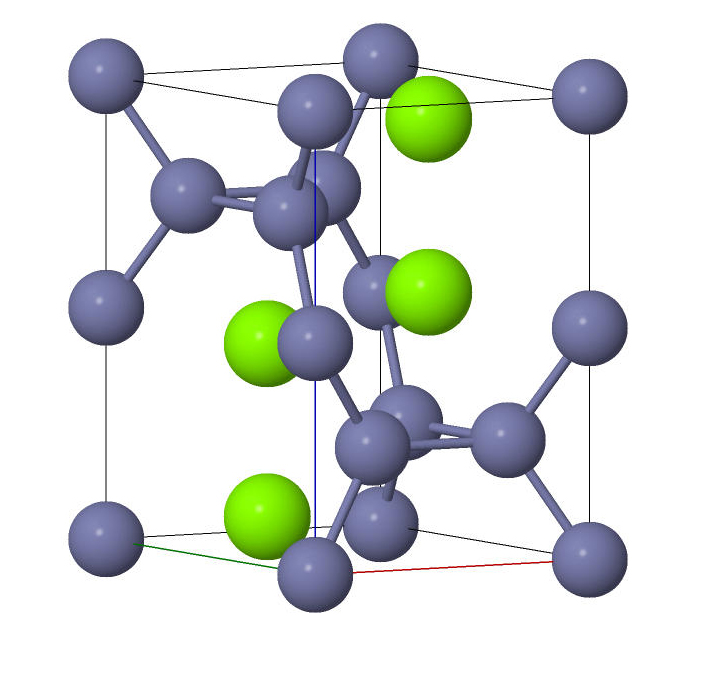
سلول واحد فاز لاوس با ساختار MgZn_{2} (اتم های Mg به رنگ سبز هستند).

در سال ۱۹۵۸، فریدریک سی. فرانک و جان اس. کسپر، در کار اصلی خود که به بررسی بسیاری از ساختارهای پیچیده آلیاژها می‌پرداختند، نشان دادند که محیط‌های غیر‌بیست‌وجهی یک شبکه باز تشکیل می‌دهند که آن را اسکلت اصلی نامیدند و اکنون به عنوان محل فروروی شناخته می‌شود. آن‌ها 
روش‌شناسی برای بسته‌بندی بیست‌وجهی‌های نامتقارن در بلورها با استفاده از دیگر چندوجهی‌ها با اعداد هماهنگی بزرگتر ارائه دادند. این چندوجهی‌های هماهنگ برای حفظ پیکربندی نزدیک به هم (TCP) ساخته شدند.

## طبقه‌بندی هندسه سلول واحد

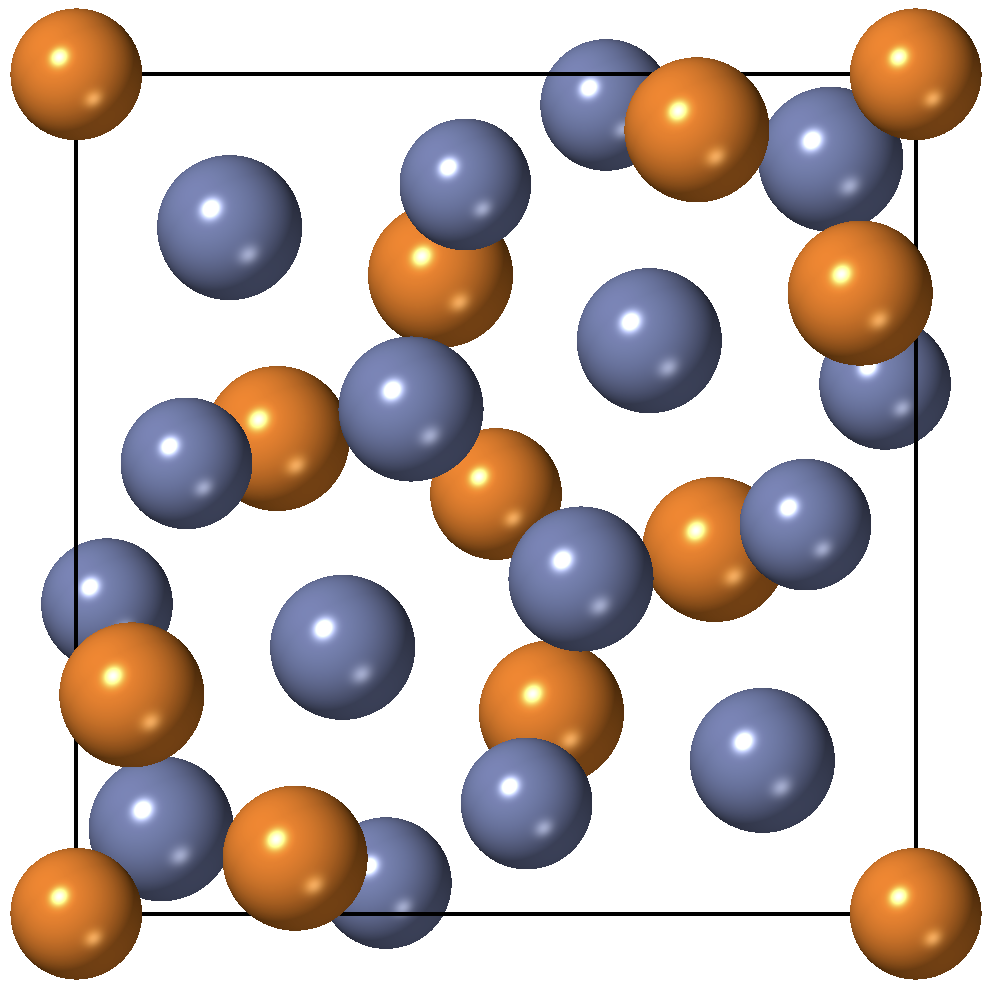
طرح سلول واحد فاز سیگما با ساختار CrFe در طول محور c.

ساختارهای بلوری FK بر اساس واحدهای چهاروجهی به دو گروه چندوجهی کم و زیاد طبقه‌بندی می‌شوند که عدد هماهنگی آنها با اشاره به تعداد اتم‌هایی که در مرکز چند‌وجهی قرار می‌‌‌‌گیرند، طبقه‌بندی می‌شوند. برخی از اتم ها ساختار بیست‌وجهی با عدد هماهنگی کم دارند که CN12 نامگذاری شده اند. برخی دیگر شماره هماهنگی بالاتری به تعداد 14، 15 و 16 دارند و به ترتیب CN14، CN15 و CN16 نامگذاری می‌شوند. این اتم‌ها با اعداد هماهنگی بالاتر شبکه‌های بی‌وقفه‌ای را تشکیل می‌دهند، که در امتداد جهت‌هایی به‌هم متصل می‌شوند که در آن تقارن بیست‌وجهی پنجگانه با تقارن ششگانه محلی جایگزی
ن می‌شود. محل‌های دوازده‌گانه، محل‌های فرعی و آن‌هایی که بیش از دوازده‌گانه هماهنگی دارند، سایت های اصلی هستند.

## فاز‌های کلاسیک FK
عموماً اعضای متداول خانواده فازهای FK شامل موارد زیر هستند: A15، فازهای لاوس، σ، μ، M، P و R.

### فازهای A15

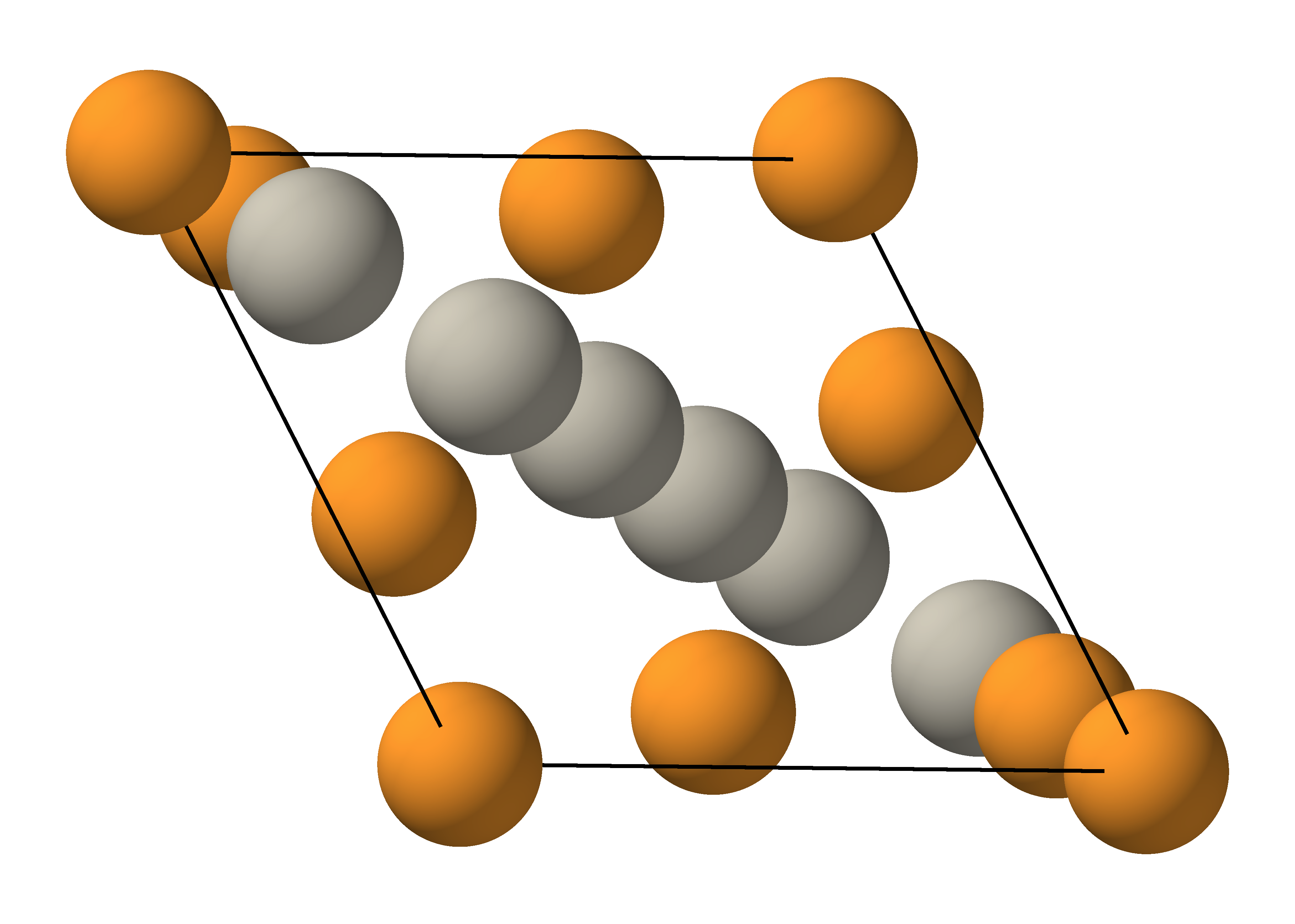
سلول واحد فاز μ با ساختار W_{6}Fe_{7} در امتداد محور c تصویر شده است.

فازهای A15 آلیاژهای بین‌فلزی هستند که دارای شماره هماهنگی متوسط (ACN) برابر با 13.5 و هشت اتم با نسبت استوکیومتری A3B در هر واحد سلول می‌باشند. در این ساختار، دو اتم B توسط چند وجهی‌های CN12 (بیست‌وجهی) احاطه شده‌اند و شش اتم A توسط چند وجهی‌های CN14 احاطه
شده‌اند. Nb3Ge یک ابررسانا با ساختار A15 است.

### فازهای لاوس
سه فاز لاوِس ترکیبات بین‌فلزی هستند که از چندوجهی‌های CN12 و CN16 با استوکیومتری AB2 تشکیل شده‌اند و معمولاً در سیستم‌های فلزی دوتایی مانند MgZn2 دیده می‌شوند. به دلیل حلالیت کم ساختارهای AB2، فازهای لاوِس تقریباً ترکیبات خطی هستند، هرچند گاهی اوقات می‌توانند نواحی همگن گسترده‌ای داشته باشند.
فازهای σ، μ، M، P و R
فاز سیگما (σ) یک ترکیب بین‌فلزی است که به عنوان ترکیبی بدون ترکیب استوکیومتری معین شناخته می‌شود و در بازه نسبت الکترون به اتم ۶.۲ تا ۷ تشکیل می‌شود. این فاز دارای سلول واحد چهارگوشه اولیه با ۳۰ اتم است. CrFe یک آلیاژ معمولی است که در ترکیب هم‌اتمی به فاز سیگما بلورش می‌شود. با توجه به اجزای ساختاری آن یا ترکیب شیمیایی‌اش که ساختاری معین را ارائه می‌دهد، خواص فیزیکی آن قابل تنظیم است.
فاز μ دارای استوکیومتری ایده‌آل A6B7 است، با نمونه اولیه W6Fe7 که شامل یک سلول لوزی‌وجه با ۱۳ اتم می‌باشد. در حالی که بسیاری از سایر انواع آلیاژ فرانک-کاسپر شناسایی شده‌اند، همچنان انواع بیشتری یافت می‌شوند. آلیاژ Nb10Ni9Al3 نمونه اولیه فاز M است که دارای گروه فضایی راست‌لوزی با ۵۲ اتم در هر سلول واحد می‌باشد. آلیاژ Cr9Mo21Ni20 نمونه اولیه فاز P است که یک سلول اولیه راست‌لوزی با ۵۶ اتم دارد. آلیاژ Co5Cr2Mo3 نمونه اولیه فاز R است که به گروه فضایی لوزی‌وجه تعلق دارد و شامل ۵۳ اتم در هر سلول می‌باشد.

## کاربرد
مواد فاز FK به خاطر ساختار با دمای بالا و به عنوان مواد ابررسانا مورد توجه قرار گرفته‌اند. ساختار پیچیده و اغلب ناپیوسته آن‌ها، این مواد را به موضوعات مناسبی برای محاسبات نظری تبدیل می‌کند. ساختارهای A15، Laves و σ از جمله ساختارهای FK هستند که دارای خواص بنیادی جالبی می‌باشند
.ترکیبات A15 شامل ابررساناهای بین‌فلزی مهمی همچون Nb3Sn، Nb3Al و V3Ga هستند که کاربردهایی از جمله تولید سیم برای آهنرباهای ابررسانا با میدان بالا دارند. همچنین Nb3Sn به عنوان یک ماده بالقوه برای ساخت حفره‌های فرکانس رادیویی ابررسانا مورد تحقیق قرار می‌گیرد.
مقادیر کوچک از فاز σ به‌طور قابل‌توجهی انعطاف‌پذیری و مقاومت در برابر ساییدگی را کاهش می‌دهد. در حالی که اضافه کردن عناصر نسوز مانند تنگستن (W)، مولیبدن (Mo) یا رنیوم (Re) به فازهای FK به بهبود خواص حرارتی در آلیاژهایی مانند فولادها یا ابرآلیاژهای مبتنی بر نیکل کمک می‌کند، این کار ریسک رسوب نامطلوب در ترکیبات بین‌فلزی را افزایش می‌دهد.

## References
1. ↑  Frank, F. C.; Kasper, J. S. (1958-03-10). "Complex alloy structures regarded as sphere packings. I. Definitions and basic principles". Acta Crystallographica. International Union of Crystallography (IUCr). 11 (3): 184–190. doi:10.1107/s0365110x58000487. ISSN 0365-110X.
2. ↑  Frank, F. C.; Kasper, J. S. (1959-07-10). "Complex alloy structures regarded as sphere packings. II. Analysis and classification of representative structures". Acta Crystallographica. International Union of Crystallography (IUCr). 12 (7): 483–499. doi:10.1107/s0365110x59001499. ISSN 0365-110X.
3. ↑  Joubert, J. M.; Crivello, J. C. (2012). "Non-Stoichiometry and Calphad Modeling of Frank-Kasper Phases". Applied Sciences. 2 (4): 669. doi:10.3390/app2030669.
4. ↑  Berne, C.; Sluiter, M.; Pasturel, A. (2002). "Theoretical approach of phase selection in refractory metals and alloys". Journal of Alloys and Compounds. 334 (1–2): 27–33. doi:10.1016/S0925-8388(01)01773-X.
5. ↑  Frank, F. C.; Kasper, J. S. (1958-03-10). "Complex alloy structures regarded as sphere packings. I. Definitions and basic principles". Acta Crystallographica. International Union of Crystallography (IUCr). 11 (3): 184–190. doi:10.1107/s0365110x58000487. ISSN 0365-110X.
6. ↑  Graef, M.D.; Henry, M.E. (2007) Structure of materials, An introduction to crystallography, diffraction and symmetry. Cambridge University Press. شابک ‎۱۱۰۷۰۰۵۸۷۶. pp. 518–536
7. ↑  Frank, F. C.; Kasper, J. S. (1958-03-10). "Complex alloy structures regarded as sphere packings. I. Definitions and basic principles". Acta Crystallographica. International Union of Crystallography (IUCr). 11 (3): 184–190. doi:10.1107/s0365110x58000487. ISSN 0365-110X.
8. ↑  Stewart, G.R. (July 2015). "Superconductivity in the A15 structure". Physica C: Superconductivity and Its Applications. 514: 28–35. arXiv:1505.06393. doi:10.1016/j.physc.2015.02.013.
9. ↑  Crivello, J. C.; Breidi, A; Joubert, J. M. (2013). "Χ and σ phases in binary rhenium-transition metal systems: A systematic first-principles investigation". Inorganic Chemistry. 52 (7): 3674–86. doi:10.1021/ic302142w. PMID 23477863.